# MIM-104 Patriot
Pour les articles homonymes, voir Patriot.
Le MIM-104 Patriot est un système de missiles sol-air à moyenne portée construit par la firme Raytheon (États-Unis), utilisé par la United States Army et plusieurs pays de l'OTAN et d'Asie.
Il a remplacé le MIM-14 Nike-Hercules dans la défense antiaérienne de haute et moyenne altitudes dans l'arsenal de l'armée des États-Unis et a complété le système Hawk. Ce dernier est un système de défense antiaérien tactique mobile contre les cibles évoluant à basse altitude retiré du service en 2002.
De plus, le Patriot (rétroacronyme de Phased Array Tracking Radar to Intercept on Target, « Poursuite à antenne active pour l'interception de cibles ») assure le rôle de plateforme antimissile balistique (ABM, anti-ballistic missile) dans l'armée des États-Unis, ce qui est aujourd'hui sa mission principale. L'arme est ainsi devenue bien connue dans ce domaine de lutte à partir de son utilisation dans la guerre du Golfe.
Le Patriot combine un système avancé de missile d'interception antiaérienne et l'un des radars les plus performants du monde (en ce qui concerne la poursuite des cibles). Le Patriot est le premier système d'arme antiaérienne à avoir engagé avec succès un missile balistique tactique en combat, et également le premier à avoir fourni une protection antimissile tactique en opération.
Le système SAM et le radar du Patriot ont été développés par l'armée des États-Unis à l'arsenal de Redstone à Huntsville, Alabama, qui avait précédemment conçu les systèmes antimissiles Spartan et Safeguard. Un ancien nom de code du Patriot était « SAM-D ».
Le missile est produit dans une usine de Camden (Arkansas), il peut être conservé environ 40 ans. COMLOG, une coentreprise à 50/50 entre LFK GmbH (depuis 2011 MBDA Deutschland) et Raytheon fondée en 1987 à Schrobenhausen, en Bavière, s'occupe des maintenance et modernisation des missiles en Europe. Jusqu'aux années 1990, des moteurs sont fabriqués en Allemagne, plus de 5 000 missiles PAC-2 et sous-variantes sont fabriqués sur ce site à partir de juin 1990. Le 3 janvier 2024, l'Agence OTAN de soutien et d'acquisition attribue la production d'un millier de missiles Patriot PAC-2 GEM-T à COMLOG qui doit augmenter sa capacité de production. 
La production est environ 500 missiles Patriot par an en 2024 et LM espère passer à 650 par an d’ici 2027. Une nouvelle usine de missiles Patriot est en construction en Allemagne en 2025, mais il faudra des années pour s’équiper. L’objectif de Lockheed Martin pour la production mondiale de Patriot est de 750 missiles par an.
Le Patriot est, avec le THAAD et le RIM-161 SM-3 de l'US Navy, l'un des seuls systèmes tactiques opérationnels pour la défense antimissile balistique des États-Unis dans les années 2010. Le dernier Patriot PAC-3 est considéré comme performant. Toutefois, l'efficacité en combat des versions antérieures a été controversée.
Patriot est l'abréviation, par rétro-acronyme, de « Phased Array Tracking Radar to Intercept On Target » (soit « Poursuite à antenne active pour l'interception de cibles » en français).

## Historique

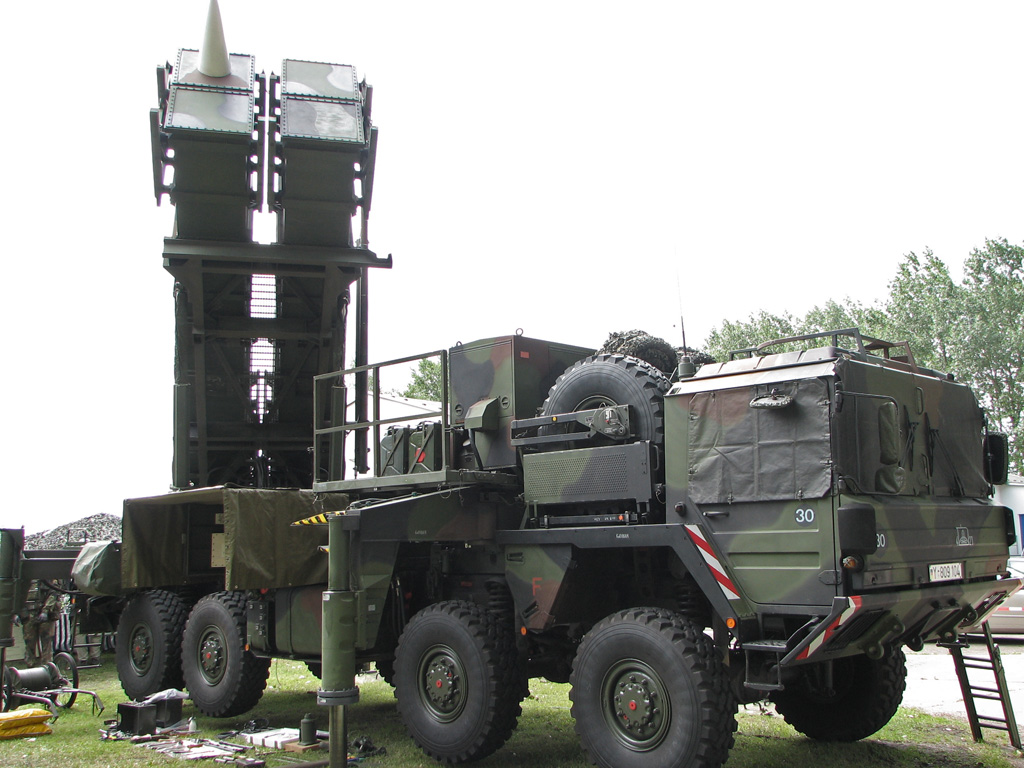
Patriot PAC-2 de la Luftwaffe.

Le MIM-104 Patriot a été conçu vers la fin des années 1960 comme un système de défense antimissile combinant une multitude de technologies parmi les plus récentes de l'époque, comprenant:
- radar à antenne réseau à commande de phase.
- missiles à guidage radar semi-actif.

Le développement complet du système a débuté en 1976 et il a été déployé en 1984, en étant d'abord utilisé comme système antiaérien. En 1988, il a été amélioré pour pallier ses capacités préalablement limitées dans le domaine antimissile à l'aide du programme PAC (Patriot Advanced Capability — capacités poussées du Patriot). La mise à niveau la plus récente, appelée PAC-3, est un système de missile totalement revu et conçu dès le début pour détruire les missiles balistiques tactiques.
Le système Patriot a été vendu à Israël, à l'Allemagne, aux Pays-Bas, au Japon, à l'Espagne et à Taïwan (janvier 2010).

### Versions

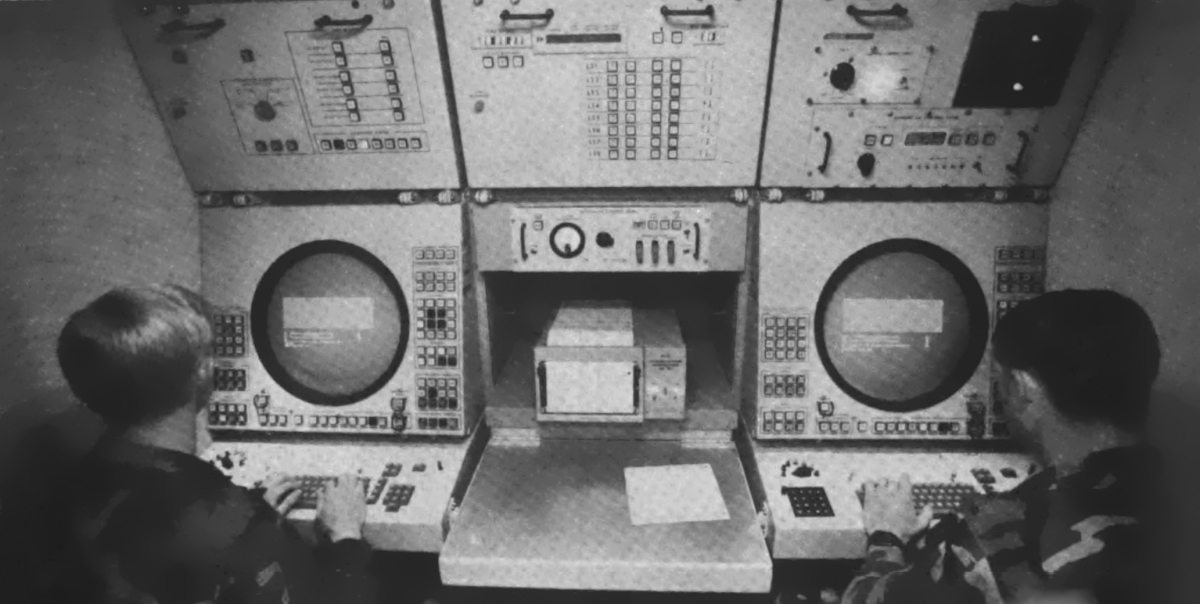
Compartiment de contrôle tactique en 1989.

#### MIM-104A
Premier modèle lors de l'introduction du Patriot, le MIM-104A est alors utilisé exclusivement comme une arme antiaérienne, sans capacité d'usage contre les missiles balistiques.

#### MIM-104B (PAC-1)
Le Patriot Advanced Capability (PAC-1) consiste uniquement en une succession de mises à jour de logiciel.

#### MIM-104C (PAC-2)
Testé dès 1987, le PAC-2 sera déployé en 1990, juste à temps pour la guerre du Golfe de 1990-1991. C'est là que le Patriot est considéré pour la première fois comme un véritable système ABM (anti-ballistic missile en anglais).
Le missile PAC-2 mesure 5,31 mètres de long et a une masse de 900 kilogrammes. Il est propulsé par un moteur à combustible solide de fusée lui permettant d'accélérer très rapidement jusqu'à Mach 5. Il est armé d'une ogive à souffle-fragmentation de 91 kilogrammes avec un détonateur de proximité (cela signifie que la cible peut être détruite aussi bien par la déflagration que par les projectiles que cette dernière dispersera à haute vitesse à proximité de l'objectif). Cette version possède un détecteur de proximité plus efficace que la précédente. Le système d'armes possède également une capacité de traitement améliorée pour des cibles évoluant à haute vitesse.

#### MIM-104D (PAC-2/GEM)
Le GEM ( acronyme anglais de « guidance enhanced missile ») est une amélioration complémentaire du PAC-2 qui permet d'augmenter la vitesse de communication entre l'ECS (Engagement Control Station — station de commande de tir) et le missile, permettant ainsi d'augmenter la probabilité de réussite de l'interception. Le PAC-2 et l'intégralité de son système de combat ont été rendus beaucoup plus compacts pour des raisons d'économie, de rapidité de mouvement et d'installation mais surtout de discrétion. Sa durée de vol a un minimum de 9 secondes et un maximum de 3 min 30 s.

#### MIM-104E (PAC-2/GEM+)
Juste avant l'OIF, il a été décidé de moderniser davantage les missiles GEM et PAC-2. Ce programme de mise à niveau a produit des missiles connus sous le nom de GEM-T et GEM-C, l'indicatif « T » faisant référence aux missiles balistiques tactiques et l'indicatif « C » faisant référence aux missiles de croisière. Ces missiles ont tous deux reçu une toute nouvelle section de nez, spécialement conçue pour être plus efficace contre les cibles à basse altitude et à faible RCS comme les missiles de croisière. Le GEM-T a reçu une nouvelle fusée optimisée contre les missiles balistiques et un nouvel oscillateur à faible bruit qui augmente la sensibilité de l'autodirecteur aux cibles à faible section efficace radar. Le GEM-C est la version améliorée du GEM et le GEM-T est la version augmentée du PAC-2. Le GEM+ est entré en service en novembre 2002.
En 2018, Raytheon a mis à niveau le système de guidage GEM-T avec des émetteurs en nitrure de gallium (GaN) à l'état solide.

#### MIM-104F (PAC-3)

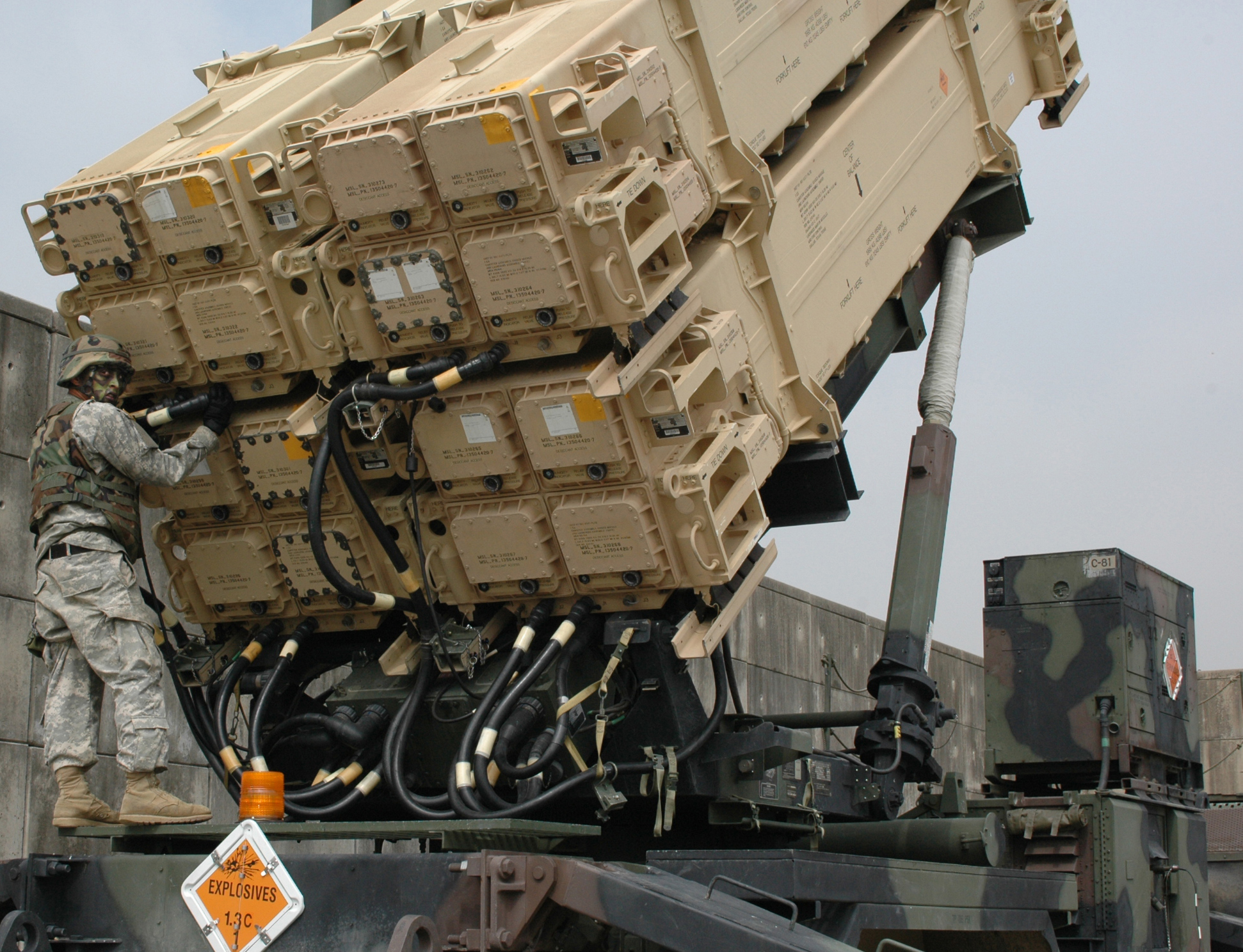
Un lanceur PAC-3 américain en Corée du Sud.

Le missile PAC-3 Erint possède une conception totalement différente de celle de ses prédécesseurs. Il affiche une masse trois fois moindre, un diamètre divisé de moitié pour une longueur identique (320 kg,  255 mm de diamètre, 5,2 mètres de long) ; il est plus véloce et, à l'aide d'une nouvelle disposition de ses gouvernes, sa manœuvrabilité a été augmentée. Le système de guidage du PAC-3 est également totalement différent de celui de ses prédécesseurs. Il dispose pour la phase finale de l'interception d'un radar actif qui lui permet de poursuivre la cible lorsque le radar de poursuite en est incapable. Ce radar actif lui permet également d'apporter beaucoup plus rapidement des corrections à sa trajectoire, augmentant ainsi son efficacité. Enfin, sa charge peut être de deux types :
- Dans le cas d'une interception de missile balistique, le missile le détruit par impact et non par explosion. Il dispose en effet d'une charge cinétique : une masse solide compacte qui est destinée à percuter le missile à intercepter de plein fouet et le détruire par impact. Dans le cas d'un missile balistique une explosion de proximité serait inutile : un missile balistique se déplace à une vitesse plus élevée que le souffle d'une explosion, il faut donc percuter cette cible pour obtenir un résultat.
- Pour les objectifs plus lents, de plus grande dimension, ou évoluant à basse altitude (avion de combat, missile de croisière, etc.), le PAC-3 est équipé d'une petite ogive explosive destinée à augmenter la létalité de l'ogive cinétique. Le PAC-3 est beaucoup plus précis que le Patriot précédent et est capable de frapper-pour-tuer (« hit-to-kill » en anglais) les missiles balistiques dans des conditions réelles. Sa portée utile avoisine les 60 kilomètres.

Le PAC-3 a été vendu en priorité à la Corée du Sud pour la protéger des hypothétiques missiles balistiques nord-coréens mais également pour renouveler son stock vieillissant de PAC-1. Notons que Mitsubishi Heavy Industries, à la suite de la diminution des restrictions à l'exportation imposées au complexe militaro-industriel japonais décidée en 2014, fournira à Raytheon des gyroscopes qui équiperont les systèmes de navigation des missiles Patriot devant être livrés au Qatar.
En 2023, à la suite de l'invasion de l'Ukraine par la Russie, Lockheed Martin augmente la production du PAC-3 MSE pour atteindre 500 missiles par an. Pour ce faire elle a agrandi son usine de Camden, dans l'Arkansas.
Le Patriot devrait rester opérationnel dans l'US Army et l'OTAN pour plusieurs décennies. Il était prévu dans les années 1990 qu'il devait être remplacé par le système de défense antiaérien à moyenne portée développé par Raytheon (MEADS : Medium Extended Air Defense System) mais celui-ci ne sera pas mis en service opérationnel aux États-Unis.

### Le système de combat

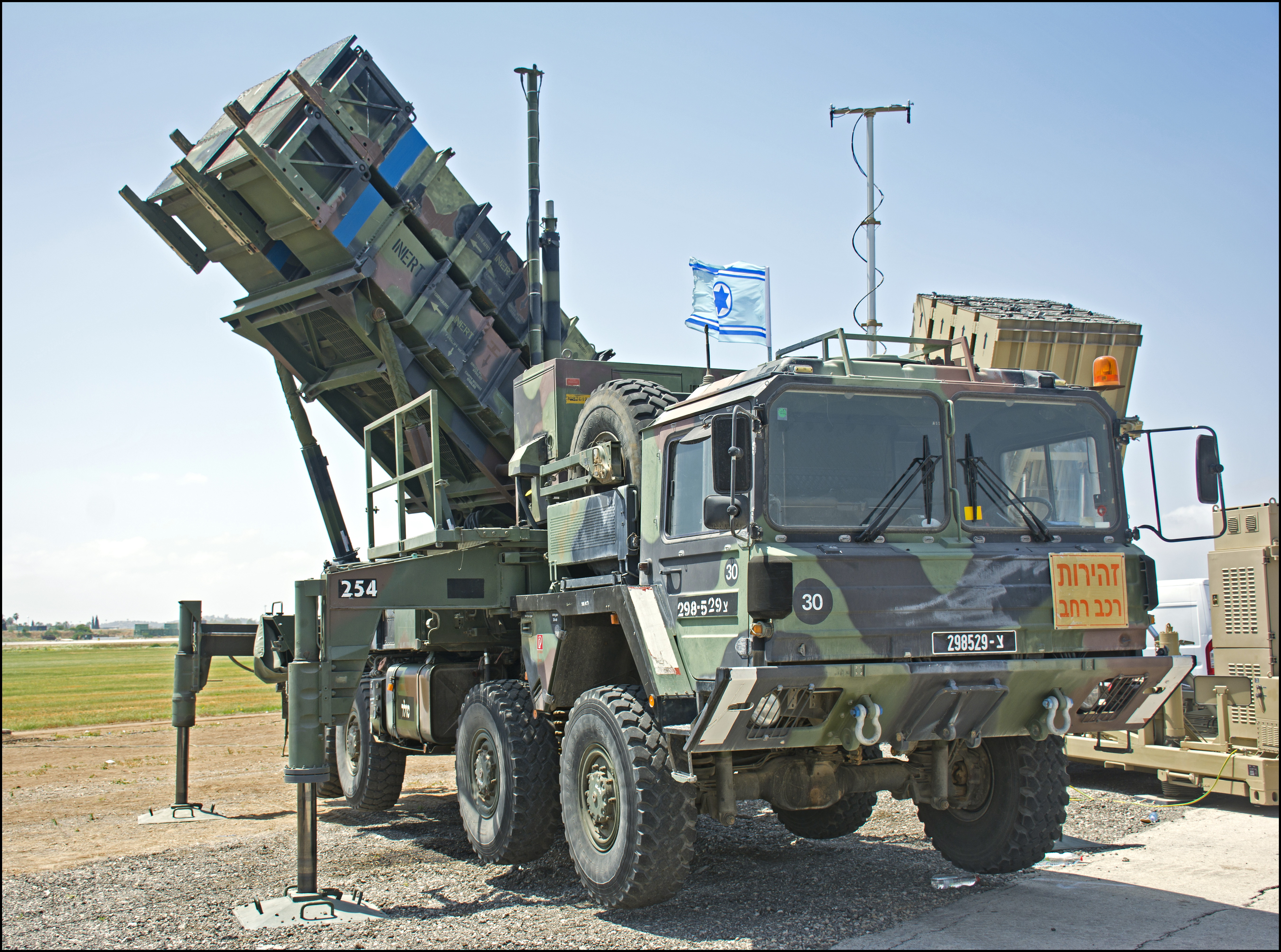
Patriot PAC-2 de l'armée israélienne.

Le Patriot est un système de combat complet, établi autour de huit tracteurs-érecteurs-lanceurs (appelés « postes de tir ») portant chacun quatre « tubes » hermétiques contenant les missiles, qui n'exigent aucun entretien extérieur. Typiquement, huit stations de lancement sont assignées à une batterie de missiles sol-air, avec un total de 32 missiles. La dernière remise à niveau (le standard PAC-3) est en fait un missile totalement différent qui n'emploie qu'une petite partie des équipements précédents. La taille plus faible des missiles PAC-3 permet d'avoir seize missiles par poste de tir, au lieu des quatre dans les versions précédentes. Le poste de tir est monté sur une remorque M-860 tractée par un HEMTT. Les autres composants principaux du système, appelés les « Big Four », incluent la station de commande de tir AN/MSQ-104 (ECS), montée sur un camion de 5 tonnes ou LMTV, le radar AN/MPQ-53, monté également sur une remorque M-860 et tractée par un HEMTT, et le groupe de mâts d'antenne pour les communications et le brouillage antiradar d'une hauteur de 31 mètres, dressés sur un camion de 5 tonnes. Ils sont alimentés par le groupe électrogène mobile EPP-III constitué de deux générateurs diesels de 150 kW monté sur un camion.
Le système de Patriot originel employait pour le guidage des missiles des « conseils » émis par l'ECS en fonction de ce que voyait le missile. Le PAC-3 a été amélioré avec un système de radar convoyeur : le radar AN/MPQ-53 qui est employé pour dépister des cibles et assure le guidage sur la première partie du trajet ; puis il laisse le radar actif du missile prendre le relais en phase finale d'interception.

#### Les radars

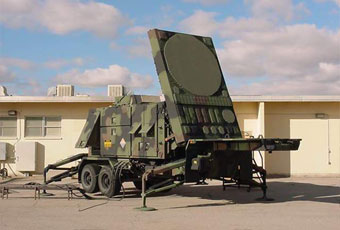
Le radar polyvalent AN/MPQ-53.

Toutes les fonctions radar dans le système de Patriot sont concentrées dans l'ensemble AN/MPQ-53 (à la différence de la plupart des systèmes de missile sol-air, qui utilisent des radars séparés, à divers niveaux d'organisation, pour différentes étapes de prise à partie d'objectifs).
L'AN/MPQ-53 combine les caractéristiques de rangée échelonnée, faisceaux agiles et système radar à bande G fournissant la totalité des phases de l'interception. Il peut détecter un bombardier à 180 km et une ogive à 60 km, dépister jusqu'à cent cibles et abattre simultanément jusqu'à six cibles différentes en poursuite.
Ses caractéristiques de faisceaux agiles et bande étroite permettent au radar AN/MPQ-53 de détecter de petites cibles à de longues distances. En outre, les systèmes d'alerte radar détectent plus difficilement le faisceau de ce genre de radar car il frappe la cible de manière aléatoire et sporadiquement. L'ensemble AN/MPQ-53 a un sous-ensemble intégré d'IFF qui permet d'identifier les avions ou les aéronefs amis évitant ainsi, en théorie, les tirs amis.
Le PAC-3 emploie une amélioration de l'ensemble radar AN/MPQ-53 : l'AN/MPQ-65. Il possède une meilleure capacité de distinction entre les vraies cibles et les leurres et peut exécuter des engagements dans les environnements à forte concentration de contremesures électroniques.

#### Déroulement d'une interception

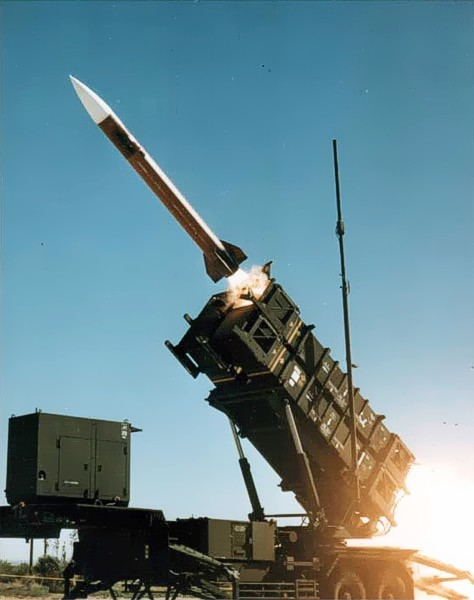
Tir d'un missile Patriot.

L'exploitation du système, pour un PAC-2, dans un scénario d'interception d'une unique cible avec un seul missile, se déroule comme suit :
1. une cible est détectée par le radar AN/MPQ-53. Il détermine sa taille, sa vitesse et son cap, en s'assurant qu'il n'y a pas d'interférences.
2. dans la station de commande AN/MSQ-104, un ordinateur ou des opérateurs décident de lancer un missile contre la cible.
3. un missile est lancé d'un des lanceurs de la batterie.
4. le radar AN/MPQ-53 débute la concentration de l'énergie de cheminement sur la cible, et illumine la cible.
5. le récepteur d'impulsion dans le nez du missile reçoit la réflexion de l'énergie d'illumination de la cible. Il envoie alors des données le concernant, par l'intermédiaire d'une liaison de données descendante dans la queue du missile, à l'ensemble AN/MPQ-53.
6. dans la station de commande de tir AN/MSQ-104, les ordinateurs calculent les manœuvres que le missile doit exécuter afin de maintenir une trajectoire sur la cible.
7. des commandes de conseils sont envoyées par l'intermédiaire des liaisons de données montantes dans l'AN/MPQ-53 réglé au missile, qui corrige alors sa trajectoire en conséquence.
8. l'ogive du missile explose à proximité de la cible grâce à un détonateur de proximité radar.

## Déploiement

### Guerre du Golfe

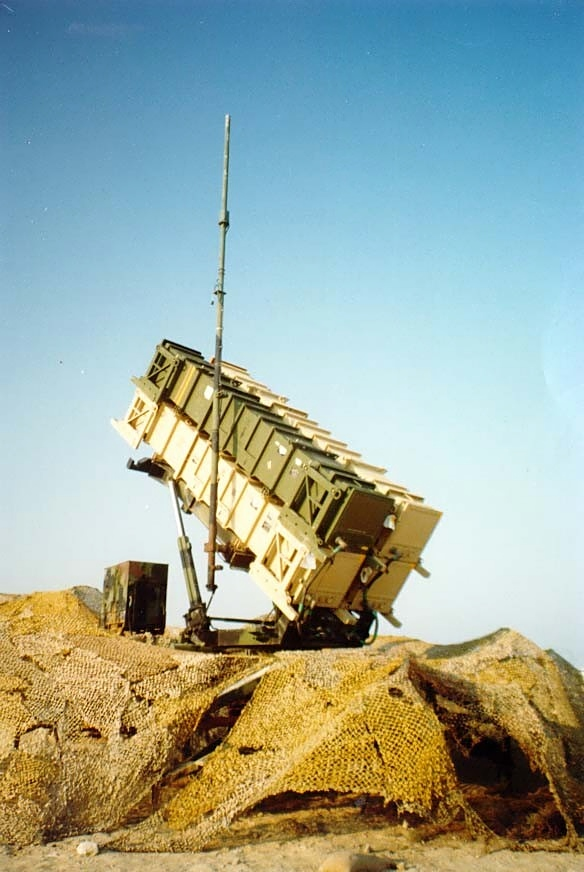
Unité de tir durant la guerre du golfe.

Avant la première guerre du Golfe, la défense contre les missiles balistiques n'était pas la première raison d'être du Patriot mais cette guerre démontra qu'il en avait largement les capacités. Le Patriot avait été affecté à la destruction des missiles balistiques irakiens Scud, que Saddam Hussein aurait été susceptible de lancer sur les bases arrière de la coalition en Arabie saoudite ou en Israël. La première utilisation en combat du Patriot s'est produite le 18 janvier 1991. Il a été rapporté qu'un Patriot a intercepté et détruit un missile Scud irakien destiné à frapper l'Arabie saoudite. Cette affirmation a cependant été ultérieurement mise en doute, l'existence même d'un tir de Scud ce jour-là sur l'Arabie saoudite étant mise en doute.

#### Échec à Dhahran
Le 25 février 1991, un Scud irakien frappait les casernes de Dhahran, en Arabie saoudite, tuant 28 soldats du centre de commandement du 14e détachement de l'armée des États-Unis.
Une recherche gouvernementale a indiqué que l'interception manquée de Dharan avait été provoquée par une erreur de logiciel dans son système de coordination. La batterie de missiles Patriot de Dharan se trouvait alors en fonction depuis plus de 100 heures or, avec le temps, des erreurs apparaissaient dans le système et décalaient la position perçue de la cible avec sa position réelle. Sur ces 100 heures, l'erreur était proche d'une seconde, ce qui, à la vitesse très rapide du missile Scud, équivalait à un décalage de près de 600 mètres. Le système radar détecta bel et bien le Scud mais tous les missiles lancés le ratèrent inévitablement. Au début, on crut à un défaut de cette batterie et on la retira du service en moins d'une journée. La réalité était toute autre : les Israéliens avaient déjà identifié le problème et informé l'armée des États-Unis ainsi que le fabricant du logiciel de tir le 11 février 1991 mais aucune mise à niveau n'existait alors. Il a été demandé, à défaut d'autres choses, aux commandants d'unités d'effectuer des réinitialisations régulières du système mais cette mesure avait dû se révéler insuffisante pour Dharan car les militaires n'en avaient pas compris l'utilité. Le fabricant parvint à fournir une mise à jour le 26, un jour trop tard pour les 28 militaires de Dharan.

#### Taux de succès mis en doute
Au cours de son exploitation, le Patriot obtint des notes diverses pour ce qui concernait son taux de succès au cours de cette guerre. L'armée des États-Unis avait premièrement déclaré avoir atteint un taux de succès de 80 % en Arabie saoudite. Mais il n'était que de 50 % en Israël. Ces scores ont été modifiés par la suite, en prenant successivement les valeurs de 70 et 40 %.
Cependant, lorsque le président des États-Unis George H. W. Bush visita l'usine de fabrication de Patriot de Raytheon, à Andover dans le Massachusetts, pendant la guerre du Golfe, il déclara que le Patriot avait connu un taux d'interception extraordinaire de 97 % au cours de la guerre : sur 42 Scuds lancés, 41 avait été arrêtés. Mais aucune information sûre n'a été fournie sur le nombre de missiles Patriot tirés pour intercepter ces 41 Scuds.
Le 7 avril 1992, Theodore Postol, du Massachusetts Institute of Technology, et Reuven Pedatzur, de l'université de Tel Aviv, témoignèrent devant un comité : selon leurs analyses indépendantes, le système de Patriot avait eu un taux de succès inférieur à 10 %. En réponse à ce témoignage, le personnel du sous-comité des opérations du gouvernement de la Chambre sur la législation et sécurité nationale rapporta que : « Le système de missile de Patriot ne possédait pas, lors de la guerre du Golfe, le succès spectaculaire que le public américain avait été amené à croire. Il y a peu de preuves montrant que le Patriot ait été amené à frapper plus de quelques missiles Scud lancés par l'Irak pendant la guerre du Golfe, et il y a quelques doutes au sujet même de ces engagements. Le public et le congrès ont été trompés par des rapports de succès publiés par l'administration et les représentants de Raytheon pendant et après la guerre. »
Un des principaux problèmes ayant pu affecter la performance des Patriot fut la désintégration des Scud lors de leur rentrée dans l'atmosphère. La version irakienne du Scud étant plus fragile à la suite des modifications faites afin d'en augmenter la portée, ces désintégrations étaient quasiment systématiques. Le nuage de débris produit présentait ainsi une grande quantité de cibles au radar des Patriot ; il est estimé qu'environ 30 % de missiles furent guidés sur les débris et non l'ogive des Scud.

### Guerre d'Irak
Durant l'opération liberté irakienne de 2003, il fut la cause d'un tir ami, abattant un Panavia Tornado de la Royal Air Force le 22 mars 2003 et un F/A-18C de l'United States Navy étant détruit le 2 avril 2003 par deux missiles.
Par contre, un radar de contrôle de tir Patriot fut à son tour détruit le 25 mars 2003 par un F-16 Wild Weasel de l’US Air Force qu’il avait « accroché » en automatique et qui, le confondant avec une batterie de S-75 Dvina, répliqua en tirant un missile antiradar AGM-88 HARM.

### Guerre civile syrienne
Il est déployé en Turquie pour protéger le territoire turc à la suite de l’incident frontalier entre la Turquie et la Syrie dans le cadre de l’opération Active Fence.
En décembre 2012, l'Allemagne annonce, avec l'appui de l'OTAN, le déploiement de 400 soldats et de deux batteries de Patriot le long de la frontière turco-syrienne, en réponse aux tirs de roquettes en provenance de la Syrie ayant fait plusieurs morts dans des villages frontaliers turcs. En plus d'avoir un rôle défensif, les Patriot devaient servir à dissuader le régime d'utiliser des armes chimiques contre les rebelles.
Un Soukhoï Su-24 de l’aviation syrienne se fait abattre par une batterie israélienne le 22 septembre 2014 sur le plateau du Golan.

### Situation de crise avec la Corée du Nord
À la suite des menaces de frappes nucléaires proférées en 2013 par la Corée du Nord à l'encontre de la Corée du Sud, des États-Unis et du Japon, des batteries de missiles MIM-104 ont été déployées à Tokyo afin de protéger la ville contre une éventuelle attaque.

### Guerre du Yémen
Durant la guerre du Yémen en 2015, les batteries de Patriot saoudiennes ont intercepté le 6 juin et le 26 août des Scuds tirés par des unités rebelles yéménites vers le sud de l'Arabie Saoudite et, dans la nuit du 20 au 21 septembre, une batterie des Émirats Arabes Unis a détruit un OTR-21 Tochka visant la base de Safer dans le gouvernorat de Ma'rib. Le 14 novembre 2015, l'armée émiratie déclare avoir abattu deux missiles balistiques dont un visant la base de Safer. Ils sont utilisés depuis à de très nombreuses reprises contre les missiles et drones employés contre l'Arabie Saoudite.

### Invasion russe de l'Ukraine
Dans le cadre de l'aide militaire accordée à l'Ukraine pour faire face à l'invasion russe du pays, les États-Unis ont fourni en décembre 2022 une batterie de Patriot à l'armée ukrainienne pour lutter contre les frappes russes. L'Allemagne et les Pays-Bas ont annoncé en janvier 2023 que les deux pays donneraient chacun une batterie de Patriot à l'Ukraine.
Le 4 janvier 2024, l'OTAN annonce son soutien à un achat groupé pour l'Allemagne, les Pays-Bas et l'Espagne pour l'acquisition de 1 000 missiles Patriot, permettant ainsi d'améliorer la défense aérienne de l'Europe. La construction d’une usine de fabrication de ces missiles Patriot est aussi à l’étude sur le sol Européen.

### Pays utilisateurs

Opérateurs du MIM-104 Patriot en 2022.

En 2022, les États suivants l'utilisent :
- États-Unis : 15 bataillons (a reçu l'autorisation d'en créer un de plus en 2023). Chaque bataillon se compose de quatre batteries[30]
- Allemagne (36 batteries au plus haut, 12 en 2022)
- Arabie saoudite
- Émirats arabes unis
- Espagne
- Grèce
- Israël
- Japon
- Jordanie
- Maroc commandés en 2021[31]
- Pays-Bas
- Pologne
- Qatar
- Roumanie
- Suède (4 batteries entrées en service le 18 novembre 2021 sous le nom de «Luftvärnssystem 103 » [ou LvS103]. 100 Patriot MIM-104E et 200 Patriot PAC-3 MSE commandés[32],[33] )
- Suisse : 5 systèmes commandés en 2022, acquisition de 2024 à 2028, missiles : Raytheon GEM-T et Lockheed Martin PAC-3 MSE (commandés en 2023)
- Taïwan
- Ukraine

## Culture populaire
- Dans le jeu vidéo Act of War: Direct Action et son extension High Treason, le Patriot est le système de défense de l'Armée Américaine face aux super-armes.
- Dans le jeu vidéo Wargame: Red Dragon, le Patriot est une unité de défense anti-aérienne disponible au sein de l'armée Américaine.
- Dans le jeu vidéo Command and Conquer : Generals, le Patriot est la défense anti-char et anti-aérienne de l’armée Américaine.